# Brevilabus oryx
Brevilabus oryx là một loài nhện trong họ Lycosidae.
Loài này thuộc chi Brevilabus. Brevilabus oryx được Eugène Simon miêu tả năm 1886.